# Adesmia reclinata
Adesmia reclinata är en ärtväxtart som beskrevs av O.Muniz. Adesmia reclinata ingår i släktet Adesmia och familjen ärtväxter. Inga underarter finns listade i Catalogue of Life.